# Ліга націй УЄФА 2020—2021 (Ліга D)
Ліга націй УЄФА 2020—2021 — Ліга D (англ. 2020–21 UEFA Nations League D) — найнижчий четвертий дивізіон Ліги націй УЄФА 2020—2021, що складається з чоловічих збірних команд 7 членів-асоціацій УЄФА.

## Формат
У цьому сезоні Лігу D розширили з 16 до 7 команд. У лігу потрапили команди, що посіли з 49 по 55 місце в загальному рейтингу Ліги націй 2018—19, які були поділені на 2 групи (4 команди в одній групі та 2 в другій). Кожна команда грає 4 чи 6 матчів (вдома та на виїзді з кожною командою у своїй групі). Команди грають подвійні тури (по 2 матчі поспіль) у вересні, жовтні та листопаді. Переможець кожної групи отримає путівку до Ліги C Ліги націй 2022—23.

## Учасники

### Зміни в списку учасників
Після сезону 2018-19 у списку учасників відбулися такі зміни:
| До Ліги C                                                         | До Ліги C                                                                        |
| ----------------------------------------------------------------- | -------------------------------------------------------------------------------- |
| Переможці груп: - Білорусь - Грузія - Косово - Північна Македонія | Після зміни формату: - Азербайджан - Вірменія - Казахстан - Люксембург - Молдова |

Зміни, які не відбулися після зміни формату:
| Мали вилітати з Ліги C              |
| ----------------------------------- |
| - Естонія - Кіпр - Литва - Словенія |

### Жеребкування
Для жеребкування команди було поділено на кошики на основі загального рейтингу Ліги націй 2018-19. Склад кошиків було підтвердженно 4 грудня 2019  та був оснований на загальному рейтингу.
| Команда           | Рейт |
| ----------------- | ---- |
| Гібралтар         | 49   |
| Фарерські острови | 50   |
| Латвія            | 51   |
| Ліхтенштейн       | 52   |

| Команда    | Рейт |
| ---------- | ---- |
| Андорра    | 53   |
| Мальта     | 54   |
| Сан-Марино | 55   |

Жеребкування групових етапів відбулося у Амстердамі (Нідерланди) о 19:00 EET (18:00 CET) 3 березня 2020.  До Групи 1 потрапляє дві команда Кошику 1 та Кошику 2, а до Групи 2 потрапляє дві команда Кошику 1 та одна з Кошику 2.

## Груповий етап
3 березня 2020, після жеребкування, УЄФА затвердили календар турніру. 17 червня 2020 Виконавчий комітет УЄФА поправили розклад групових етапів (матчів, запланованих на жовтень та листопад), щоб звільнити час для проведення плей-оф кваліфікації Євро 2020. Після цих змін, УЄФА опублікували остаточний розклад на жовтень та листопад 26 червня 2020.
Час вказано в EET/EEST, (місцевий час, якщо відрізняється, вказано в дужках).

### Група 1
| Поз | Команда               | І | В | Н | П | ГЗ | ГП | РГ  | О  | Підвищення     |     | Фарерські острови | Мальта | Латвія | Андорра |
| --- | --------------------- | - | - | - | - | -- | -- | --- | -- | -------------- | --- | ----------------- | ------ | ------ | ------- |
| 1   | Фарерські острови (P) | 6 | 3 | 3 | 0 | 9  | 5  | +4  | 12 | Вихід у Лігу C |     | —                 | 3:2    | 1:1    | 2:0     |
| 2   | Мальта                | 6 | 2 | 3 | 1 | 8  | 6  | +2  | 9  |                |     | 1:1               | —      | 1:1    | 3:1     |
| 3   | Латвія                | 6 | 1 | 4 | 1 | 8  | 4  | +4  | 7  |                | 1:1 | 0:1               | —      | 0:0    |         |
| 4   | Андорра               | 6 | 0 | 2 | 4 | 1  | 11 | −10 | 2  |                | 0:1 | 0:0               | 0:5    | —      |         |

| 3 вересня 2020 19:00 |

| Латвія | 0:0      | Андорра |
| ------ | -------- | ------- |
|        | Протокол |         |

| Даугава, Рига · Глядачів: 0 · Арбітр: Тімотеос Хрістофі ( Кіпр) |

| 3 вересня 2020 21:45 (19:45 WEST) |

| Фарерські острови                                   | 3:2      | Мальта                       |
| --------------------------------------------------- | -------- | ---------------------------- |
| - К. Ольсен 26' - А. Ольсен 88' - Гендрікссон 90+1' | Протокол | - Дегабріеле 38' - Агіус 74' |

| Торсволлюр, Торсгавн · Глядачів: 0 · Арбітр: Адам Форкош ( Угорщина) |

| 6 вересня 2020 16:00 (15:00 CEST) |

| Андорра | 0:1      | Фарерські острови |
| ------- | -------- | ----------------- |
|         | Протокол | - К. Ольсен 32'   |

| Естаді Насьйональ, Андорра-ла-Велья · Глядачів: 0 · Арбітр: Гаральд Лехнер ( Австрія) |

| 6 вересня 2020 21:45 (20:45 CEST) |

| Мальта      | 1:1      | Латвія            |
| ----------- | -------- | ----------------- |
| - Нвоко 16' | Протокол | - Гійомє 26' (аг) |

| Національний, Та-Калі · Глядачів: 0 · Арбітр: Стефані Фраппар ( Франція) |

| 10 жовтня 2020 19:00 (17:00 WEST) |

| Фарерські острови | 1:1      | Латвія             |
| ----------------- | -------- | ------------------ |
| - Фере 28'        | Протокол | - Я. Ікауніекс 25' |

| Торсволлюр, Торсгавн · Арбітр: Івайло Стоянов ( Болгарія) |

| 10 жовтня 2020 21:45 (20:45 CEST) |

| Андорра | 0:0      | Мальта |
| ------- | -------- | ------ |
|         | Протокол |        |

| Естаді Насьйональ, Андорра-ла-Велья · Арбітр: Ален Дюрьо ( Люксембург) |

| 13 жовтня 2020 19:00 |

| Латвія | 0:1      | Мальта       |
| ------ | -------- | ------------ |
|        | Протокол | - Борг 90+7' |

| Даугава, Рига · Арбітр: Айван Орвел ( Уельс) |

| 13 жовтня 2020 21:45 (19:45 WEST) |

| Фарерські острови    | 2:0      | Андорра |
| -------------------- | -------- | ------- |
| - К. Ольсен 19', 33' | Протокол |         |

| Торсволлюр, Торсгавн · Арбітр: Антті Мунукка ( Фінляндія) |

| 14 листопада 2020 16:00 (15:00 CET) |

| Мальта                                                 | 3:1      | Андорра    |
| ------------------------------------------------------ | -------- | ---------- |
| - Емілі Гарсія 56' (аг) - Дегабріеле 59' - Дімек 90+3' | Протокол | - Ребес 3' |

| Національний, Та-Калі · Арбітр: Петер Кралович ( Словаччина) |

| 14 листопада 2020 19:00 |

| Латвія       | 1:1      | Фарерські острови |
| ------------ | -------- | ----------------- |
| - Камешс 59' | Протокол | - Г. Вангамар 60' |

| Даугава, Рига · Арбітр: Никола Дабанович ( Чорногорія) |

| 17 листопада 2020 21:45 (20:45 CET) |

| Мальта       | 1:1      | Фарерські острови |
| ------------ | -------- | ----------------- |
| - Гійомє 54' | Протокол | - Йонссон 70'     |

| Національний, Та-Калі · Арбітр: Крісто Тогвер ( Естонія) |

| 17 листопада 2020 21:45 (20:45 CET) |

| Андорра | 0:5      | Латвія                                                                                 |
| ------- | -------- | -------------------------------------------------------------------------------------- |
|         | Протокол | - Черномордійс 6' - Я. Ікауніекс 57', 60' - Гутковскіс 70' (пен.) - Кролліс 90' (пен.) |

| Естаді Насьйональ, Андорра-ла-Велья · Арбітр: Дімітар Мечкароський ( Македонія) |

### Група 2
| Поз | Команда       | І | В | Н | П | ГЗ | ГП | РГ | О | Підвищення     |     | Гібралтар | Ліхтенштейн | Сан-Марино |
| --- | ------------- | - | - | - | - | -- | -- | -- | - | -------------- | --- | --------- | ----------- | ---------- |
| 1   | Гібралтар (P) | 4 | 2 | 2 | 0 | 3  | 1  | +2 | 8 | Вихід у Лігу C |     | —         | 1:1         | 1:0        |
| 2   | Ліхтенштейн   | 4 | 1 | 2 | 1 | 3  | 2  | +1 | 5 |                |     | 0:1       | —           | 0:0        |
| 3   | Сан-Марино    | 4 | 0 | 2 | 2 | 0  | 3  | −3 | 2 |                | 0:0 | 0:2       | —           |            |

| 5 вересня 2020 16:00 (15:00 CEST) |

| Гібралтар     | 1:0      | Сан-Марино |
| ------------- | -------- | ---------- |
| - Торілья 42' | Протокол |            |

| Вікторія, Гібралтар · Глядачів: 0 · Арбітр: Александр Ануфрієв ( Латвія) |

| 8 вересня 2020 21:45 (20:45 CEST) |

| Сан-Марино | 0:2      | Ліхтенштейн               |
| ---------- | -------- | ------------------------- |
|            | Протокол | - Гаслер 3' - Я. Фрік 14' |

| Сан-Марино Стедіум, Серравалле · Глядачів: 0 · Арбітр: Енеа Йоргі ( Албанія) |

| 10 жовтня 2020 19:00 (18:00 CEST) |

| Ліхтенштейн | 0:1      | Гібралтар     |
| ----------- | -------- | ------------- |
|             | Протокол | - де Барр 10' |

| Райнпарк, Вадуц · Арбітр: Кирило Левніков ( Росія) |

| 13 жовтня 2020 21:45 (20:45 CEST) |

| Ліхтенштейн | 0:0      | Сан-Марино |
| ----------- | -------- | ---------- |
|             | Протокол |            |

| Райнпарк, Вадуц · Арбітр: Йорген Бурхардт ( Данія) |

| 14 листопада 2020 16:00 (15:00 CET) |

| Сан-Марино | 0:0      | Гібралтар |
| ---------- | -------- | --------- |
|            | Протокол |           |

| Сан-Марино Стедіум, Серравалле · Арбітр: Катерина Монзуль ( Україна) |

| 17 листопада 2020 21:45 (20:45 CET) |

| Гібралтар            | 1:1      | Ліхтенштейн   |
| -------------------- | -------- | ------------- |
| - Фроммельт 17' (аг) | Протокол | - Н. Фрік 44' |

| Вікторія, Гібралтар · Арбітр: Трастін Фарруджа Канн ( Мальта) |

## Найкращі бомбардири
Протягом турніру було забито  32 голів у 18 матчах, з середнім показником 1.78 голів за матч.
4 голи
- К. Ольсен

3 голи
- Я. Ікауніекс

2 голи
- Дегабріеле

1 гол
- Ребес

- де Барр
- Торілья
- Глутковскіс
- Камешс
- Кролліс
- Черномордійс
- Гаслер
- Н. Фрік
- Я. Фрік
- Агіус
- Борг
- Гійомє
- Дімек
- Нвоко

- Г. Вангамар
- Гендрікссон
- Йонссон
- А. Ольсен
- Фере

1 автогол
- Емілі Гарсія (проти Мальти)
- Фроммельт (проти Гібралтару)
- Гійомє (проти Латвії)

## Загальний рейтинг
| Рей | Груп | Команда           | І | В | Н | П | ГЗ | ГП | РГ  | О |
| --- | ---- | ----------------- | - | - | - | - | -- | -- | --- | - |
| 49  | D2   | Гібралтар         | 4 | 2 | 2 | 0 | 3  | 1  | +2  | 8 |
| 50  | D1   | Фарерські острови | 4 | 1 | 3 | 0 | 6  | 5  | +1  | 6 |
|     |      |                   |   |   |   |   |    |    |     |   |
| 51  | D2   | Ліхтенштейн       | 4 | 1 | 2 | 1 | 3  | 2  | +1  | 5 |
| 52  | D1   | Мальта            | 4 | 1 | 2 | 1 | 5  | 5  | 0   | 5 |
|     |      |                   |   |   |   |   |    |    |     |   |
| 53  | D1   | Латвія            | 4 | 0 | 3 | 1 | 3  | 4  | −1  | 3 |
| 54  | D2   | Сан-Марино        | 4 | 0 | 2 | 2 | 0  | 3  | −3  | 2 |
|     |      |                   |   |   |   |   |    |    |     |   |
| 55  | D1   | Андорра           | 6 | 0 | 2 | 4 | 1  | 11 | −10 | 2 |

## Позначки
1. ↑  Для матчів 1-4 туру (вересень та жовтень 2020) — в EEST (UTC+3), для матчів 5-6 туру (листопад 2020) — EET (UTC+2).
2. 1 2 3 4 5 6  Через пандемію коронавірусної хвороби 2019, усі матчі, заплановані на вересень 2020 будуть зіграні без глядачів.[17][18]